# Nelly Fontán
Nelly Fontán (n. Buenos Aires, Argentina; 12 de junio de 1936 - Ibídem; 22 de diciembre de 2003) fue una actriz argentina de cine, teatro y televisión.

## Carrera
Su trayectoria abarcó tanto la televisión como el teatro y la cinematografía argentina.
Entre otras actividades, fue secretaria de Cultura de la Asociación Argentina de Actores.

### Filmografía
- 1986: Soy paciente
- 1993: Maestro de pala con Tincho Zabala, Tristán, Adriana Salgueiro y Délfor Medina[2]
- 1997: Sus ojos se cerraron y el mundo sigue andando (film Español) como Doña Martha.

### Televisión
- 1979-1980: Los especiales de ATC como Ángela.
- 1980: Jettatore
- 1981: Las 24 horas
- 1982: El mundo del espectáculo
- 1982: Viva América como Esperanza Sánchez.
- 1983: Sola como Carolina.
- 1985: El camionero y la dama
- 1985: María de nadie  como Tota.
- 1985: Mesa de noticias
- 1987: Estrellita mía como Modesta.
- 1989: El duende azul como Inés.
- 1989: Las comedias de Darío Vittori (ep. "El pollerudo" como Eduviges)
- 1991: Pobre diabla como Maruca.
- 1991: La banda del Golden Rocket
- 1992: La estación de Landriscina
- 1992: Sex a pilas
- 1992: Telenovela princesa
- 1993: Celeste siempre Celeste como Benita.
- 1993: Déjate querer como la mucama.
- 1995: Amigovios como Chela.
- 1996: Mi familia es un dibujo como la maestra de Dibu.
- 1997: Naranja y media como Azucena Rosas.
- 1998: Verano del 98 como Amalia.
- 1999: Buenos vecinos como la verdulera Dora.
- 2001: Provócame como  Magdalena.

### Teatro
- Pigmalion (1961) con Edelma Rosso, Norberto Suárez, Cristina Blanco, Mariano Alfonso y Clauda Gard.
- El círculo  de tiza caucasiano (1972)
- Edipo Rey (1979)
- Periferia (1982) con Leonor Manso, Ulises Dumont, Chela Ruiz, Mario Alarcón, Alfonso De Grazia, Fernando Labat, Aldo Braga y Pepe Monje.[3]
- Doña Flor y sus dos maridos (1983)
- Tu cuna fue un conventillo (1984) junto a Raúl Lavie, Tíncho Zabala, Eva Franco, Lolita Torres, Beba Bidart y Luis Medina Castro.[4]
- La celosa de sí misma (1986), dirigida por Santiago Doria.
- Nenucha, la envenenadora de Monserrat como Haydeé.
- Laberinto de espejos (2000)
- La bella y la bestia: Interpretó a madame de la Grand Bouche, una cantante de ópera hechizada en el castillo encantado de la Bestia. En esta obra actuó junto a Marisol Otero, Juan Rodó, Diego Jaraz y Pablo Lizaso.

## Fallecimiento
Nelly Fontán murió el 22 de diciembre de 2003 víctima de un cáncer. Sus restos descansan en el Panteón de Actores del cementerio de la Chacarita. Tenía 67 años.